# Тарханов, Ильдус Габдрахманович
Ильдус Габдрахманович Тарханов (тат. Илдус Габдрахман улы Тарханов; род. 18 января 1950, Кутлушкино, Чистопольский район, Татарская АССР, РСФСР, СССР) — советский и российский государственный деятель, министр культуры Республики Татарстан (1999—2005), полномочный представитель Республики Татарстан в Республике Казахстан (2005—2010).

## Биография
Ильдус Габдрахманович Тарханов родился 18 января 1950 года в селе Кутлушкино Чистопольского района Татарской АССР. В семье было девять детей, среди сестёр — Флёра (поэтесса) и Алсу (политик).
В 1967 году начал трудовую деятельность, поступив слесарем-инструментальщиком на Чистопольский часовой завод, а затем работам методистом районного дома культуры в Чистополе. В 1968—1970 годах служил в Советской армии, после чего в 1970—1971 годах работал художественным руководителем дома культуры в Кутлушкино. В 1975 году окончил Казанский государственный институт культуры со специальностью клубного работника и руководителя хорового коллектива, а также университет марксизма-ленинизма как политработник.
После получения образования работал в Лениногорске художественным руководителем (1975—1976) и заместителем директора (1976—1979) Дома техники и культуры имени М. И. Калинина. В 1979—1982 годах занимал пост директора лениногорского объединения кинотеатров, а в 1982—1983 года снова был заместителем директора Дома техники и культуры. Переехав в Набережные Челны, работал художественным руководителем Дворца культуры КамАЗа (1983—1985) и заведующим отделом культуры исполкома Набережно-Челнинского городского Совета народных депутатов (1985—1991). В 1991—1993 годах был исполнительным директором по культурным связям корпорации «Евроазиатский континент», затем переехал в Казань, заняв пост заместителя министра культуры Республики Татарстан по искусству (1993—1999).
17 ноября 1999 года назначен на пост министра культуры Республики Татарстан, вместо М. М. Таишева. Занимался вопросами поддержки татарских композиторов, театральных режиссёров, артистов-фольклористов, участвовал в организации фестиваля «Татар җыры», международного конкурса камерных певцов и концертмейстеров имени Р. Яхина, тюрко-татарского фестиваля детского творчества «Наследники Сююмбике» в Крыму, фестиваля театрального искусства «Науруз», был руководителем гуманитарно-просветительских программ международного фестиваля «Европа — Азия», координатором ТЮРКСОЙ, при Тарханове также был создан ряд республиканских театров, ансамблей и оркестров.
В 2001 году был назначен членом коллегии Министерства культуры Российской Федерации.
29 апреля 2005 года освобождён от должности, по некоторым данным — «по состоянию здоровья», а новым министром назначена З. Р. Валеева. Вместо М. А. Каримова, 9 июня того же года назначен на пост полномочного представителя Республики Татарстан в Республике Казахстан, который занимал до 15 июля 2010 года, будучи сменённым Д. Ш. Исмагиловым. Затем работал заместителем руководителя казахстанского представительства федерального агентства «Россотрудничество», был консулом представительства Российской Федерации в Республике Казахстан. Имеет чин действительного государственного советника второго класса.
В 2005 году получил степень кандидата философских наук, защитив диссертацию «Проблема целостности современной культуры» в Московском государственном институте культуры. Владеет турецким языком. Является автором публикаций в области культуры, в частности, выпустил книгу о своём односельчанине Г. Исхаки.

## Награды
- Премия Правительства Российской Федерации в области культуры (2005 год) — за проект «Международный фестиваль современной музыки „Европа — Азия“»[29].
- Почётное звание «Заслуженный работник культуры Российской Федерации» (2004 год) — за заслуги в области культуры и многолетнюю плодотворную работу[30].
- Почётное звание «Заслуженный работник культуры Татарской ССР[тат.]» (1991 год)[1].
- Благодарность Президента Республики Татарстан (2020 год) — за многолетний плодотворный труд на благо республики[31].
- Медали[1], в том числе «В память 300-летия Санкт-Петербурга»[32], «Ветеран труда»[33].
- Медаль «За доблестный труд» (2009 год) — за многолетний плодотворный труд, достойный вклад в развитие торгово-экономического и культурного сотрудничества между Республикой Татарстан и Республикой Казахстан[34].
- Почётное звание «Заслуженный работник культуры Автономной Республики Крым» (Украина, 2003 год) — за личный вклад в развитие и обогащение многонациональной культуры Автономной Республики Крым, укрепление международных культурных связей и в связи с проведением Дней культуры Республики Татарстан в Автономной Республике Крым[35].

## Личная жизнь
Жена — заведующая отделением Казанского хореографического училища. Старшая дочь — режиссёр Татарской государственной филармонии имени Г. Тукая. Сын — аспирант Казанского университета. Младшая дочь — выпускница Казанской государственной консерватории имени Н. Г. Жиганова.